# Генріх Антон де Барі
Генріх Антон де Барі (нім. Heinrich Anton de Bary; 26 січня 1831, Франкфурт-на-Майні, Німеччина — 19 січня 1888, Страсбург, Франція) — німецький ботанік та мікробіолог, вважається засновником мікології та фітопатології. Серед його учнів Роберт Кох, Виноградський Сергій Миколайович, Воронін Михайло Степанович та ін.

## Біографія
Антон де Барі народився у сім'ї лікаря, але вже у школі зацікавився ботанікою. Однак у 1849–1853 роках вивчав медицину у Гейдельберзі, Марбурзі та Берліні. Лікарській практиці він приділив лише один рік і у 1855 році створив ботанічну лабораторію, першу у Німеччині.
У 1867 році в Галле заснував Інститут ботаніки, що існує й досі[коли?], однак через поширену там бюрократію переїхав до Страсбурга, куди його запросили на посаду декана природничого факультету.
Вивчав в тому числі і гриби, в особливості патогени рослин. Встановив цикли розвитку і тип розмноження багатьох видів грибів, створив першу філогенетичну класифікацію грибів, показав, що саме гриби-паразити є збудниками ряду хвороб рослин, написав ряд робіт з порівняльної анатомії вищих рослин. Ввів в науку поняття симбіоз, мутуалізм (на прикладі лишайників) та протиставив їх паразитизму.
Залишив багато чудових творів, найважливіший з яких «Морфологія і фізіологія грибів, лишаїв і міксоміцетів».
У 1863 році одночасно з Луї Пастером досліджував питання про самозародження життя.
Професор Фрайбурзького університету.
З 1877 року член Шведської королівської академії наук.

## Публікації
- (1853): De plantarum generatione sexuali. Дисертація.
- (1853): Untersuchungen über die Brandpilze und die durch sie verursachten Krankheiten der Pflanzen mit Rücksicht auf das Getreide und andere Nutzpflanzen.
- (1858): Untersuchungen über die Familie der Conjugaten, doi:10.3931/e-rara-17160
- (1859): Mycetezoen. Ein Beitrag zur Kenntnis der niedersten Thiere.
- (1863): Die Kartoffelkrankheit, deren Ursache und Verhütung.
- (1863): Über die Fruchtentwicklung der Ascomyceten, doi:10.3931/e-rara-17869.
- (1864–1865): Zur Kenntniss der Peronosporen.367–372.
- (1864–1865): Beiträge zur Morphologie und Physiologie der Pilze. 137–232, doi:10.3931/e-rara-17877.
- (1864–1865): Zur Kenntnis der Mucorinen. 345–366.
- mit Mikhail S. Woronin (1865): Supplément à l'histoire des Chytridiacées. Annales des Sciences Naturelles. Botanique: 239–269.
- (1866): Morphologie und Physiologie der Pilze, Flechten und Myxomyceten.
- (1866): Über die Keimung einiger grosssporiger Flechten, in: Jahrbuch für wissenschaftliche Botanik.
- (1866): Neue Untersuchungen über die Uredineen, insbesondere die Entwicklung der Puccinia graminis und den Zusammenhang derselben mit Aecidium Berberidis. Monatsberichte der Königlichen Preußischen Akademie der Wissenschaften zu Berlin.
- (1867): Neue Untersuchungen über die Uredineen. Monatsberichte der Königlichen Preußischen Akademie der Wissenschaften zu Berlin.
- (1869–1870): Eurotium, Erysiphe, Cincinnobolus. Nebst Bemerkungen über die Geschlechtsorgane der Ascomyceten. Abhandlung, hrsg. von der Senckenbergischen Naturforschenden Gesellschaft: 361–455.
- (1869): Zur Kenntnis insektentödtender Pilze. Botanische Zeitung: 585–593.
- (1869): Die Erscheinung der Symbiose.
- (1874): Protomyces microsporus und seine Verwandten: Botanische Zeitung: 81–92.
- (1876): Researches into the nature of the potatofungus Phytophthora infestans. Journal of Botany: 105–126.
- (1876): Researches into the nature of the potato-fungus, Phytophthora infestans. Journal of the Royal Agricultural Society of England: 239–269.
- (1881): Untersuchungen über die Peronosporeen und Saprolegnieen und die Grundlagen eines natürlichen Systems der Pilze. Abhandlung, hrsg. von der Senckenbergischen Naturforschenden Gesellschaft: 225–370.
- (1881): Zur Kenntnis der Peronosporeen. Botanische Zeitung: 521–625.
- (1883): Zu Pringsheims Beobachtungen über den Befruchtungsact der Gattungen Achlya und Saprolegnia. Botanische Zeitung: 38–60.
- (1884): Vergleichende Morphologie und Biologie der Pilze, Mycetozoen und Bakterien. 2. Auflage.
- (1886): Über einige Sclerotien und Sclerotienkrankheiten. Botanische Zeitung: 377–474.
- (1887): Comparative Morphology and Biology of the Fungi, Mycetozoa, and Bacteria.
- (1888): Species der Saprolegnieen. Botanische Zeitung: 597–653.